# Trichia

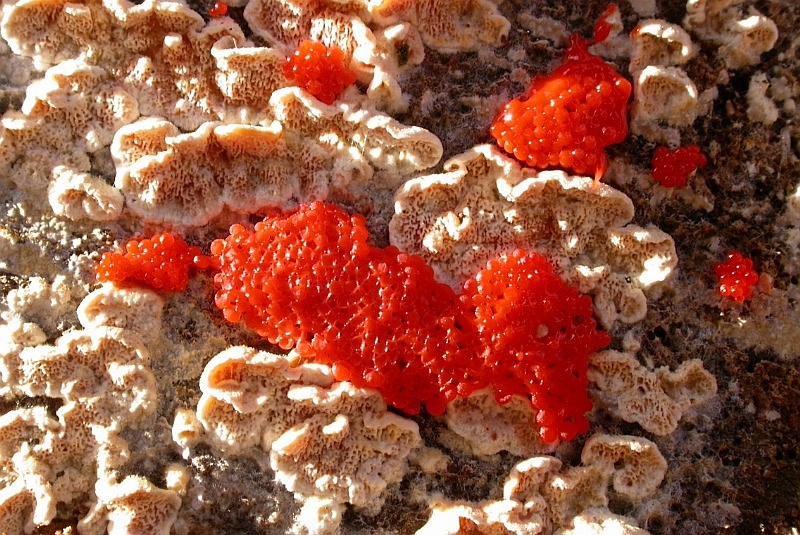
Schleimpilze der Gattung Trichia, (rot)

Trichia ist eine Gattung von Schleimpilzen aus der Ordnung der Trichiida. Sie ist weltweit verbreitet und umfasst vierzehn Arten.

## Merkmale
Die gestielten bis ungestielten Fruchtkörper sind sporangiat bis annähernd plasmodiokarp. Das ein- oder zweilagige Peridium ist entweder häutig oder knorpelartig.
Das Capillitium ist nachgiebig und besteht aus einzelnen, nicht verwachsenen Fäden (Elateren), die nicht oder nur schwach verzweigt sind und aus zwei bis fünf, selten mehr, spiralig verdrehten Längsbändern zu bestehen scheinen. Sie sind an der Oberfläche glatt bis stachelig und gelegentlich mit Längsstreifen markiert. Die Sporen sind ockerfarben bis gelb-braun, ziegelrot oder – als Sporenmasse – olivfarben, im Durchlicht fallen diese Farben blasser aus.

## Verbreitung
Trichia ist weltweit verbreitet, die Arten besiedeln meist Totholz. Als vermutlich häufigste Arten gelten Trichia varia und Trichia favoginea.

## Systematik und Forschungsgeschichte
Die Gattung wurde 1768 von Albrecht von Haller erstbeschrieben, als Typusart nannte er Trichia gregaria sessilis, piriformis flava. Dieser nach den Nomenklaturregeln nicht gültige Name wird heute als Trichia ovata Persoon verstanden, welcher wiederum mittlerweile mit Trichia varia synonymisiert wird. Die Gattung umfasst vierzehn Arten, darunter:
- Trichia botrytis
- Trichia conglobata
- Trichia contorta
- Trichia decipiens
- Trichia favoginea
- Trichia floriformis
- Trichia lutescens
- Trichia persimilis
- Trichia scabra
- Trichia varia
- Trichia verrucosa

Insbesondere die Gruppe der Arten mit ungestielten und mehr oder weniger gelben Fruchtkörpern (T. persimilis, T. scabra, T. varia, T. lutescens, T. favoginea) lässt sich ausschließlich anhand ihrer mikroskopischen Merkmale verlässlich bestimmen, da die Fruchtkörper von oliv über gelb bis goldbraun jede Farbschattierung annehmen können.